# Ernest-Orlando-Lawrence-Preis

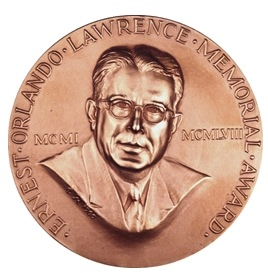
Medaille zum Ernest Orlando Lawrence Award

Der Ernest Orlando Lawrence Award wurde 1959 zu Ehren von Ernest Lawrence, dem Erfinder des Zyklotrons und Nobelpreisträger, unmittelbar nach dessen Tod vom US-amerikanischen Energieministerium gestiftet. Er ist mit 50.000 Dollar dotiert und wurde zunächst jährlich, seit 1994 alle zwei Jahre in sieben Sparten vergeben: Chemie, Umweltwissenschaft und -technik, Biologie (mit Medizin), Materialwissenschaften, Nationale Sicherheit, Kerntechnik, Physik.

## Kriterien und Auswahlverfahren
Er wird an US-amerikanische Wissenschaftler und Ingenieure für außergewöhnliche Forschungsleistungen verliehen (speziell für Forschungen im Aufgabenbereich des Energieministeriums). Die Preisträger sollten etablierte Wissenschaftler mitten in ihrer Karriere sein (ungefähr 20 Jahre nach ihrer Promotion bzw. ihrem Universitätsabschluss) und ist somit nicht als Auszeichnung für das Lebenswerk gedacht. Er ist mit einer Goldmedaille mit dem Bild von Lawrence verbunden.
Die Preisträger werden von rund 4.000 dazu eingeladenen Forschungsorganisationen und Wissenschaftlern nominiert und von einem Komitee bestimmt.

## Preisträger
- 1960: Harvey Brooks, John S. Foster Jr., Isadore Perlman, Norman Ramsey, Alvin M. Weinberg
- 1961: Leo Brewer, Henry Hurwitz Jr., Conrad L. Longmire, Wolfgang Panofsky, Kenneth E. Wilzbach
- 1962: Andrew A. Benson, Richard Feynman, Herbert Goldstein, Anthony L. Turkevich, Herbert York
- 1963: Herbert J. C. Kouts, James Rainwater, Louis Rosen, James M. Taub, Cornelius A. Tobias
- 1964: Jacob Bigeleisen, Albert L. Latter, Harvey M. Pratt, Marshall Rosenbluth, Theos J. Thompson
- 1965: George Cowan, Floyd M. Culler, Milton C. Edlund, Theodore B. Taylor, Arthur C. Upton
- 1966: Harold M. Agnew, Ernest C. Anderson, Murray Gell-Mann, John R. Huizenga, Paul R. Vanstrum
- 1967: Mortimer M. Elkind, John M. Googin, Allen F. Henry, John O. Rasmussen, Robert N. Thorn
- 1968: James R. Arnold, E. Richard Cohen, Val Fitch, Richard Latter, John B. Storer
- 1969: Geoffrey Chew, Don T. Cromer, Ely M. Gelbard, F. Newton Hayes, John Nuckolls
- 1970: William J. Bair, James W. Cobble, Joseph M. Hendrie, Michael M. May, Andrew Sessler
- 1971: Thomas B. Cook, Robert L. Fleischer, Robert L. Hellens, P. Buford Price, Robert M. Walker
- 1972: Charles C. Cremer, Sidney Drell, Marvin Goldman, David A. Shirley, Paul F. Zweifel
- 1973: Louis Baker, Seymour Sack, Thomas E. Wainwright, James Robert Weir, Sheldon Wolff
- 1974: Joseph Cerny, Harold Furth, Henry C. Honeck, Charles A. McDonald, Chester R. Richmond
- 1975: Evan H. Appelman, Charles E. Elderkin, William A. Lokke, Burton Richter, Samuel Chao Chung Ting
- 1976: A. Philip Bray, James Cronin, Kaye D. Lathrop, Adolphus L. Lotts, Edwin D. McClanahan
- 1977: James Bjorken, John L. Emmett, F. William Studier, Gareth Thomas, Dean A. Waters
- 1980: Donald W. Barr, B. Grant Logan, Nicholas P. Samios, Benno P. Schoenborn, Charles D. Scott
- 1981: Martin Blume, Yuan Tseh Lee, Fred R. Mynatt, Paul B. Selby, Lowell L. Wood
- 1982: George F. Chapline, Jr., Mitchell Feigenbaum, Michael J. Lineberry, Nicholas Turro, Raymond E. Wildung
- 1983: James F. Jackson, Michael E. Phelps, Paul H. Rutherford, Mark S. Wrighton, George B. Zimmerman
- 1984: Robert W. Conn, John J. Dunn, Peter Hagelstein, Siegfried S. Hecker, Robert B. Laughlin, Kenneth N. Raymond
- 1985: Anthony P. Malinauskas, William H. Miller, David Nygren, Gordon C. Osbourn, Betsy Sutherland, Thomas A. Weaver
- 1986: James J. Duderstadt, Helen T. Edwards, Joe W. Gray, C. Bradley Moore, Gustavus Simmons, James L. Smith
- 1987: James W. Gordon, Miklos Gyulassy, Sung-Hou Kim, James L. Kinsey, J. Robert Merriman, David E. Moncton
- 1988: Mary Gaillard, Richard T. Lahey, Jr., Chain Tsuan Liu, Gene H. McCall, Alexander Pines, Joseph S. Wall
- 1990: John J. Dorning, James R. Norris, S. Thomas Picraux, Wayne J. Shotts, Maury Tigner, F. Ward Whicker
- 1991: Zachary Fisk, Richard Fortner, Rulon Linford, Peter G. Schultz, Richard E. Smalley, J. Pace Vandevender
- 1993: James G. Anderson, Robert Bergman, Alan R. Bishop, Yoon I. Chang, Robert K. Moyzis, John W. Shanner, Carl E. Wieman
- 1994: John D. Boice, Jr., E. Michael Campbell, Gregory J. Kubas, Edward William Larsen, John Lindl, Gerard M. Ludtka, George F. Smoot, John E. Till
- 1996: Charles Roger Alcock, Mina J. Bissell, Thom H. Dunning, Jr., Charles V. Jakowatz, Jr., Sunil K. Sinha, Theofanis G. Theofanous, Jorge Luis Valdes
- 1998: Dan Gabriel Cacuci, Joanna S. Fowler, Laura H. Greene, Steven Koonin, Mark H. Thiemens, Ahmed Zewail
- 2002: C. Jeffrey Brinker, Claire M. Fraser, Bruce T. Goodwin, Keith O. Hodgson, Saul Perlmutter, Benjamin D. Santer, Paul J. Turinsky
- 2004: Richard B. Elkind, Nathaniel J. Fisch, Bette Korber, Claire Ellen Max, Fred N. Mortensen, Richard J. Saykally, Ivan K. Schuller, Gregory W. Swift
- 2006: Paul Alivisatos und Moungi Bawendi,  Materialwissenschaften, Malcolm J. Andrews, National Security, Arup K. Chakraborty, Biologie, My Hang V. Huynh, Chemie, Marc Kamionkowski, Physik, John Zachara, Umweltwissenschaft, Steven Zinkle, Kerntechnik
- 2009: Sunney Xie, Joan F. Brennecke, University of Notre Dame, Wim Leemans, Lawrence Berkeley National Laboratory, Zhi-Xun Shen, SLAC National Accelerator National Laboratory and Stanford University, Omar Hurricane, Lawrence Livermore National Laboratory, William Dorland, University of Maryland
- 2011: David E. Chavez, Los Alamos National Laboratory, Thomas P. Guilderson, Lawrence Livermore National Laboratory, Lois Curfman McInnes, Barry F. Smith, Argonne National Laboratory, Paul C. Canfield, Ames Laboratory, Amit Goyal, Oak Ridge National Laboratory, Riccardo Betti, University of Rochester, Bernard Matthew Poelker, Thomas Jefferson National Accelerator Facility, Mark B. Chadwick, Los Alamos National Laboratory
- 2013: Adam P. Arkin, Siegfried H. Glenzer, Stephen C. Myers, John L. Sarrao, John C. Wagner, Margaret S. Wooldridge
- 2014: Carolyn R. Bertozzi, Jizhong Zhou (Joe Zhou), Pavel Bochev, Peidong Yang, Brian D. Wirth, David J. Schlegel, Mei Bai, Eric E. Dors
- 2020: Yi Cui, Dana M. Dattelbaum, Dustin H. Froula, M. Zahid Hasan, Daniel Kasen, Robert B. Ross, Susannah G. Tringe, Krista S. Walton
- 2021: Matthew C. Beard, Luis Chacón, Andrew J. Landahl, Jennifer Pett-Ridge, Sofia Quaglioni, Philip C. Schuster, Rachel A. Segalman, Daniel B. Sinars, Natalia Toro, Jie Xiao